# Ádám Mányoki
Ádám Mányoki (1673 - 6 de agosto de 1757) fue uno de los más importantes pintores barrocos del siglo XVIII de Hungría.
Fue discípulo del gran pintor alemán A. Scheitz. Al principio trabajó como pintor de la corte de Francisco II Rákóczi, príncipe de Hungría y Transilvania. Trabajó en las ciudades de Leipzig, Dresde, Berlín y Varsovia, así como en Francia, bajo el patrocinio del rey de Polonia y los Países Bajos.